# Wypadek prezydenckiego śmigłowca w Iranie
Wypadek prezydenckiego śmigłowca w Iranie – wypadek lotniczy helikoptera Bell 212, do którego doszło 19 maja 2024 w rejonie Warzaghan w Iranie. Zginęli w nim m.in. prezydent Iranu Ebrahim Ra’isi, minister spraw zagranicznych Hosejn Amir Abdollahijan i gubernator generalny ostanu Azerbejdżan Wschodni Malek Rahmati.
Śmigłowiec, który się rozbił, to Bell 212, lecący z granicy azersko-irańskiej do Tebrizu. Był częścią konwoju składającego się z trzech maszyn, wiozących irańskich przedstawicieli z uroczystości otwarcia tamy na rzece Araks. Ze względu na niesprzyjające warunki pogodowe (takie jak silny deszcz i wiatr, mgła, zalesiony teren), akcja ratunkowa była utrudniona.
Jest to drugi przypadek w historii Iranu, gdy prezydent tego kraju zmarł nienaturalną śmiercią. Pierwszy przypadek miał miejsce 30 sierpnia 1981, w zamachu bombowym na siedzibę premiera Iranu w Teheranie zginęli ówczesny prezydent Iranu Mohammad Ali Radżai i premier Iranu Mohammad Dżawad Bahonar.

## Tło

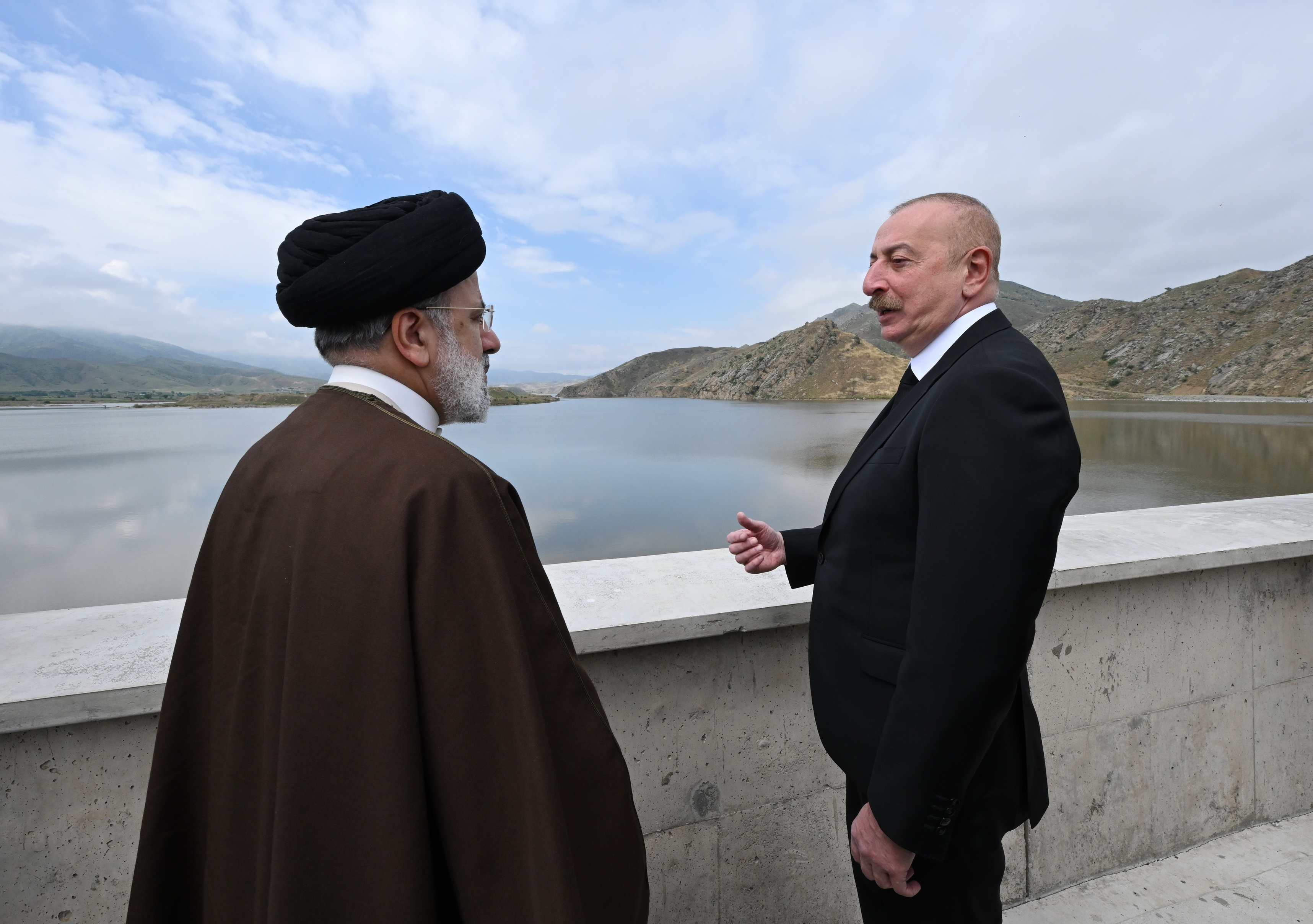
Prezydenci Ra’isi (po lewej) i Əliyev (po prawej) na granicy Azerbejdżanu z Iranem, kilka godzin przed wypadkiem

19 maja 2024 prezydent Iranu Ebrahim Ra’isi przebywał w Azerbejdżanie, aby wraz z prezydentem tego kraju, İlhamem Əliyevem, dokonać uroczystego otwarcia kompleksu hydroelektrycznego Giz Galasi na granicy azersko-irańskiej. Kompleks jest trzecim wspólnym projektem Iranu i Azerbejdżanu nad rzeką Araks.
W obszarze, przez który śmigłowce miały przelatywać, przewożąc irańską delegację, obowiązywało pomarańczowe ostrzeżenie pogodowe, wydane dzień wcześniej.

## Przebieg
Po uroczystościach w Giz Galasi, śmigłowiec przewożący Ra’isiego (wraz z ochroniarzem), ministra spraw zagranicznych Hosejna Amira Abdollahijana, gubernatora generalnego Azerbejdżanu Wschodniego Maleka Rahmatiego i przedstawiciela najwyższego przywódcy w Azerbejdżanie Wschodnim Mohammada Alego Ale-Haszema odleciał z dwoma innymi śmigłowcami w konwoju w kierunku Tebrizu.
Śmigłowiec z Ra’isim rozbił się około godziny 13:00 czasu lokalnego. Według doniesień, maszyna wykonała „twarde lądowanie”, w wyniku którego spłonęła. Ostatni raz łączność z nią uzyskano w okolicy kopalni miedzi w północno-zachodnim Iranie.
Według agencji Tasnim, z pokładu udało się wykonać telefon alarmowy, co zwiększało nadzieję na odnalezienie pasażerów żywych. Pozostałe dwa śmigłowce z konwoju dotarły do Tebrizu bezpiecznie.
Sprzeczne doniesienia mówią, że śmigłowiec rozbił się albo w pobliżu Dżolfy, albo na wschód od wioski Uzi.

## Reakcje
Najwyższy przywódca Iranu Ali Chamenei ogłosił pięciodniową żałobę narodową. Na znak żałoby we wtorek 21 maja zamknięte zostały sklepy, szkoły i urzędy państwowe w Tebrizie. W środę 22 maja wszystkie urzędy rządowe, publiczne i prywatne firmy w kraju były zamknięte w związku z pogrzebami ofiar katastrofy w Iranie. Władze Syrii, Libanu i Malediwów ogłosiły trzydniową żałobę, w Tadżykistanie ogłoszono dwudniową żałobę, a Pakistan, Indie, Irak, Sri Lanka, Kuba, Bangladesz i Turcja jednodniową żałobę.